# Ramb I
Le Ramb I était un navire bananier rapide italien, de la classe Ramb, utilisé pendant la Seconde Guerre mondiale comme croiseur auxiliaire de la Regia Marina.

## Contexte et construction
Dans la seconde moitié des années 1930, le ministère des Colonies du royaume d'Italie, ayant besoin de transporter des bananes produites en Somalie, alors colonie italienne, vers l'Italie métropolitaine, commande quatre navires ayant une autonomie suffisante pour effectuer le voyage de Mogadiscio à Naples sans arrêts intermédiaires et à pleine charge. Sur la base de ces besoins, quatre navires frigorifiques sont construits pour être exploités par la Regia Azienda Monopolio Banane (RAMB, basée à Rome), deux dans le chantier naval Cantieri Riuniti dell'Adriatico (CRDA) de Monfalcone et deux, dont le Ramb I, dans le chantier naval Ansaldo de Gênes - Sestri Ponente. Construit entre octobre 1936 et décembre 1937 (numéro de coque 308), le Ramb I est enregistré sous le numéro 2176 au Compartimento Marittimo de Gênes où il subit la première visite de classe en décembre 1937.
Navires de taille moyenne mais très modernes pour l'époque, les quatre RAMB, équipés de quatre cales et de quinze portiques de chargement (douze de cinq tonnes, un de 30 à l'avant, un de 15 à l'arrière et un de 1 500 kg pour le moteur), peuvent embarquer 2 418 tonnes de marchandises, ainsi que douze passagers, dont deux dans des appartements de luxe avec chambre, salon et salle de bain et dix dans des dortoirs à deux lits, dont un avec salle de bain, tandis que pour les autres il y at une salle de bain tous les deux dortoirs. Le navire est également équipé d'un pont réservé exclusivement aux passagers (distinct de ceux de l'équipage), d'une salle à manger avec vue sur tous les côtés sauf la poupe, et de deux vérandas vitrées pour les fumeurs. Les logements des passagers sont également climatisés. Pour les passagers de l'équipage, il y avait deux canots de sauvetage, d'une capacité de cent personnes.
Conçu, comme les autres, par l'ingénieur Luigi Barberis, major général des ingénieurs de la marine, le Ramb I, d'un tonnage brut de 3 666,91 tonneaux de jauge brute et d'un tonnage net de 2 179,49 tonneaux, atteint une vitesse de 18,50 nœuds (30 km/h) lors des essais (la vitesse de croisière est de 17 nœuds (31 km/h)). La coque, en acier, avec une proue arrondie et une poupe de croiseur, est divisée en sept compartiments par six cloisons étanches transversales, avec un pont et 647 mètres cubes de double fond continu. Il y a trois réservoirs (avant, huile centrale et arrière) avec des capacités respectives de 40, 215 et 73 mètres cubes. Le navire a un pont principal, un pont de superstructure complet avec un gaillard d'arrière et des roufs au milieu du navire, un gaillard d'arrière de 15,20 mètres à l'avant et un gaillard d'arrière à l'arrière. Le profil du navire était caractérisé par deux mâts de charge (un à l'avant et un à l'arrière) et une cheminée au milieu du navire. Les chaînes d'ancrage ont un diamètre de 52 mm.
Le système de propulsion est constitué de deux moteurs diesel FIAT à deux temps et neuf cylindres, d'un diamètre de 520 mm et d'une course de 820 mm, qui consomment 40,9 kg de naphte par mille nautique à une vitesse de 17 milles nautiques (31 km/h) (y compris le naphte consommé par les générateurs), ou 165 grammes de naphte par cheval-vapeur par heure (y compris les moteurs auxiliaires) : cette consommation est extrêmement faible. Lors des essais contractuels, le navire a navigué à 18,5 nœuds (34 km/h) pendant six heures ; lors d'essais ultérieurs avec une cargaison de mille tonnes, il est même atteint la vitesse de 21 nœuds (39 km/h).
Selon la législation antérieure, dès la construction des unités, la possibilité de les transformer en croiseurs auxiliaires est prévue, avec quatre canons de 120/40 mm sur le pont. Les matériaux pour la militarisation des navires sont stockés à Massaoua pour deux unités et à Naples pour les deux autres.
Pendant les deux années de paix au cours desquelles il opère, le Ramb I est utilisé pour transporter des bananes de Somalie à Venise, Naples et Gênes, transportant diverses marchandises vers la Somalie lors des voyages aller.

## La Seconde Guerre mondiale
Le 10 juin 1940, date de l'entrée de l'Italie dans la Seconde Guerre mondiale, le seul des quatre navires à se trouver en Méditerranée est le Ramb III, tandis que les trois autres se trouvent en mer Rouge, donc sans aucune possibilité de liaison avec le continent. Le Ramb I, ainsi que les Ramb II et IV, se trouvent à Massaoua, en Érythrée, où ils sont mis à la disposition du commandement naval italien d'Afrique de l'Est (Comando Navale Africa Orientale Italiana).
Déjà la veille de la déclaration de guerre, le 9 juin 1940, le Ramb I est réquisitionné par la Regia Marina à Massaoua. Il est inscrit sur la liste des croiseurs auxiliaires de l'État (tout comme le Ramb II, tandis que le Ramb IV n'est initialement pas utilisé - probablement en raison du fait que l'équipement envoyé à Massaoua, comme mentionné ci-dessus, est destiné à deux navires seulement, tandis que ceux des deux autres se trouvent à Naples -, sera ensuite transformé en navire-hôpital), le navire est armé de quatre canons de 120/45 mm (ou 120/40) et de deux (ou quatre) mitrailleuses Breda Model 1931 de 13,2 mm,, (la transformation est effectuée à Massaoua).
Inséré dans la flottille de la mer Rouge, pendant les opérations militaires en Afrique orientale italienne, le Ramb I n'est pas très actif, stationné à Massaoua et limitant son activité à un seul raid infructueux en mer Rouge, en tant que "navire corsaire", à la recherche de navires marchands ennemis, en août 1940, mission qui est interrompue parce qu'il n'est pas possible de trouver des navires à attaquer. En dehors de quelques courtes croisières le long de la côte érythréenne, le navire est principalement utilisé pour la défense anti-aérienne de Massaoua contre les bombardements aériens.
Le début de l'opération Compass en Afrique du Nord et la défaite des troupes italiennes à Sidi Barrani, entre le 9 et le 12 décembre 1940, marquent définitivement l'impossibilité pour les troupes italiennes en Libye d'atteindre l'Afrique orientale italienne à temps pour briser l'encerclement, car il est prévu que les réserves de carburant de cette possession soient épuisées en juin 1941,. En prévision de la chute future et inévitable de cette colonie, il est prévu de faire partir d'Érythrée les quelques navires disposant d'une autonomie suffisante pour affronter les longues traversées vers l'Extrême-Orient ou la France occupée, et de détruire tous les autres navires pour éviter d'être capturés. Les unités capables d'affronter une traversée océanique en violant le blocus ennemi sont identifiées dans les navires marchands India et Himalaya, le navire à vapeur Piave, le navire colonial Eritrea et les navires-jumeaux (sister ships) Ramb I et Ramb II, ainsi que les sous-marins Perla, Guglielmotti, Archimede et Galileo Ferraris. Toutes ces unités partent entre février et mars 1941, avec des destinations et des destins différents (les sous-marins atteignent Bordeaux en France, le India et le Piave sont contraints d'abandonner le voyage et de retourner à Assab, tandis que le Himalaya atteint l'Amérique du Sud, d'où il rejoint ensuite Bordeaux).
En particulier, le Ramb I, le Ramb II et le Eritrea quittent Massaoua vers le 20 février 1941, à de courts intervalles les uns des autres, avec pour destination respectivement Nagasaki (pour les deux croiseurs auxiliaires) et Kōbe (pour le Eritrea), dans le Japon neutre et ami (d'où l'on pense alors utiliser ces navires comme navires corsaires, emploi auquel la Kriegsmarine a destiné avec succès plusieurs croiseurs auxiliaires. Les Ramb attaquent le trafic ennemi après avoir fait le plein au Japon,,). Le Ramb I quitte Massaoua le 20 février, sous le commandement du capitaine de corvette (capitano di corvetta) Alfredo Bonezzi. Après le départ de Massaoua, les trois unités ont d'abord traversé le détroit de Périm (en évitant la surveillance exercée par les unités de la Royal Navy et les avions de la Royal Air Force basés à Aden et Socotra), puis le détroit de Bab-el-Mandeb et le golfe d'Aden (Le Ramb I le traverse dans la nuit du 21 février, apercevant également, au large de Socotra, un navire inconnu, et évitant le contact), puis passant entre le cap Guardafui et Ras Hafun et entrant dans l'océan Indien. Suffisamment camouflés, les trois navires italiens n'ont pas de problèmes particuliers, à part quelques repérages sporadiques, rapidement éludés.
Or, le 27 février 1941 à 5h10 (heure italienne), le Ramb I, naviguant dans le nord de la mer d'Arabie, au large des Maldives, se heurte au croiseur léger néo-zélandais HMNZS Leander, nettement supérieur en blindage (totalement absent sur l'ancien bateau-bananier), en vitesse et en puissance de feu,. Le HMNZS Leander, détaché à Bombay du convoi " US 9 ", navigue dans ces eaux à la recherche du croiseur allemand Admiral Scheer, que l'on croit dans la zone, ainsi que de navires corsaires allemands déguisés en navires marchands. Après avoir reçu la nouvelle de la chute de Mogadiscio, croyant que certains navires italiens, échappés du port somalien et dirigés vers l'Extrême-Orient, pourraient transiter dans la zone, le commandant du croiseur, le capitaine de vaisseau (captain) Bevan, change de cap vers sept heures du matin (alors qu'il se trouve à 28 milles nautiques (52 km) au nord de l'équateur et à 320 milles nautiques (166 km) à l'ouest des Maldives), se dirigeant vers le nord. Selon certaines sources, le navire ennemi, après avoir réduit la distance à moins de 6 milles nautiques (11 km), ordonne au Ramb I, au moyen de signaux de projecteurs, d'arrêter ses moteurs et de donner ses coordonnées (le navire italien est en fait camouflé et bat le pavillon britannique). Le croiseur auxiliaire répond en donnant de faux détails personnels, et le HMNZS Leander, après avoir signalé "Bien", a demandé l'indicatif secret de guerre. Ne pouvant répondre à cette question, le commandant Bonezzi décide qu'il n'y a pas d'alternative à la bataille. Abaissant le drapeau britannique et hissant le Tricolore italien, le Ramb I ouvre le feu contre le croiseur ennemi, déclenchant un violent combat qui dure une vingtaine de minutes, (pour d'autres sources plus d'une demi-heure).
Selon d'autres sources, le HMNZS Leander aperçoit le Ramb I à 10h37 (heure néo-zélandaise) juste devant, augmentant sa vitesse à 23 nœuds (42 km/h) et remarquant, à mesure que la distance diminue, que le navire inconnu possède un canon monté sur son gaillard d'avant et que sa silhouette ressemble à celle des bananiers italiens de la classe Ramb. Cela rend le commandant du navire néo-zélandais suspicieux, qui à 11h15, ordonne le poste de combat et à 11h25, il ordonne à l'unité inconnue de hisser son drapeau. Le Ramb I hisse alors le pavillon britannique, après quoi le HMNZS Leander ordonne de signaler son indicatif d'appel international, mais reçoit en réponse quatre lettres non présentes dans la liste des indicatifs d'appel britanniques. A ce moment, le croiseur néo-zélandais fait le signal de reconnaissance, mais le Ramb I ne répond pas et maintient son cap et sa vitesse. À bord du navire ennemi, un escadron de prise est préparé et à 11h45, le HMNZS Leander ordonne au croiseur auxiliaire de s'arrêter immédiatement. Le Ramb I ne donne pas de réponse, mais quelques minutes plus tard, il hisse le pavillon de la marine marchande italienne et dirige ses canons vers le navire ennemi, qui se trouve à moins de 2 750 mètres, en bonne position pour être touché.
À 11h53, le Ramb I ouvre le feu, et une demi-minute plus tard, le HMNZS Leander réagit en tirant une première bordée: le tir du navire italien s'avère court et irrégulier, avec pas plus de trois coups tirés par chaque canon (l'équipage n'a pas eu l'occasion de recevoir un entraînement au combat adéquat). La première salve du navire italien, tirée à plus de 2 700 mètres, s'avère trop courte, mais quelques éclats touchent le navire ennemi; la troisième salve tombe sur le pont de l'unité néo-zélandaise, mais sans que les obus n'éclatent (le blindage du croiseur est en effet capable de résister à des obus de plus gros calibre). Un obus de 120 mm touche le navire ennemi, mais ne produit pas de dommages sérieux.

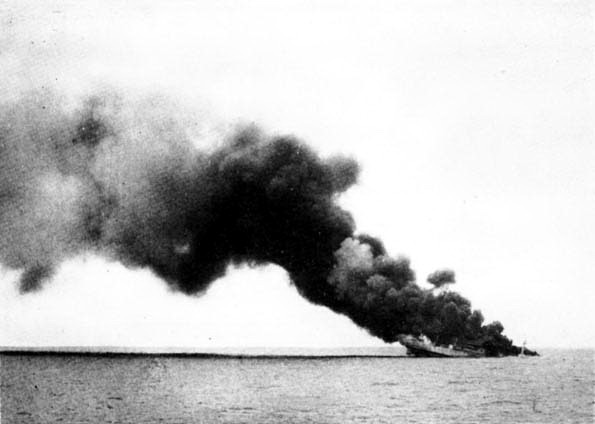
Le Ramb I en train de sombrer

Le HMNZS Leander, quant à lui, réduit davantage la distance et continue à tirer avec une plus grande précision: le croiseur auxiliaire est alors touché par tous les coups de feu tirés par le navire ennemi, subissant des pertes et des blessures parmi l'équipage et des dommages sérieux. Après avoir touché cinq bordées (selon certaines sources, en l'espace d'une minute), le HMNZS Leander observe les résultats de ses propres tirs et, à l'aide des pavillons de signalisation, demande au navire italien s'il a l'intention de se rendre. À bord du Ramb I, dans la zone avant (qui a été touchée par presque tous les coups de feu, dont l'un a ouvert une large entaille, par laquelle, depuis le HMNZS Leander, un incendie s'est déclaré sous le pont), un violent incendie se déclare, et le commandant Bonezzi doit se rendre compte qu'il est impossible de continuer le combat sans sacrifier inutilement l'équipage. Le drapeau est donc abaissé, après quoi le HMNZS Leander cesse le feu. Comme le croiseur adverse s'approche, l'ordre est donné d'allumer les fusées pour l'auto-sabordage et d'abandonner le navire,. Alors que deux radeaux de sauvetage s'éloignent du navire en feu (d'autres membres de l'équipage sautent à la mer ou descendent dans l'eau depuis les côtés), le HMNZS Leander met à bord un bateau avec sa propre équipe de prise, avec l'ordre de monter à bord du navire et, si possible, d'empêcher son naufrage,. Un officier italien qui se trouve dans l'eau attire l'attention de l'équipe de prise du navire ennemi et les avertit de ne pas monter à bord, car le navire, dévoré par les flammes, a à son bord une quantité importante de munitions, qui peuvent exploser: l'escadron néo-zélandais renonce donc à la capture du navire. Alors que le feu se propage vers la poupe, une violente explosion se produit sous le pont, la fumée et les flammes s'élevant sur des dizaines de mètres alors que le navire, qui a l'avant au vent, est penché en arrière. À 12h43, la violente explosion de la poudrière met fin à l'agonie du navire italien, qui coule cinq minutes plus tard à la position géographique de 1° 00′ N, 68° 30′ E (à 200 milles nautiques (370 km) à l'est des Maldives), entre les archipels des Chagos et des Maldives,, laissant à la surface de la mer un épais nuage de fumée et d'huile brûlée.
Le HMNZS Leander récupère ses propres hommes de l'équipe de prise et tous les survivants du navire italien. Parmi l'équipage italien, il s'avère qu'il n'y a qu'une seule victime, tuée par l'explosion d'un obus pendant le combat, alors que le HMNZS Leander sauve 103 hommes,,: le commandant Bonezzi, dix officiers et 92 sous-officiers et marins, dont cinq blessés (un gravement), qui reçoivent avec l'honneur des armes (le commandant du navire néo-zélandais félicita Bonezzi d'avoir choisi d'affronter un combat dans des conditions aussi impartiales). Le marin grièvement blessé décède dans l'après-midi du même jour des suites des brûlures qu'il a subies, alors qu'il est en train d'être opéré, portant ainsi à deux le nombre de victimes de la bataille: son corps est jeté en mer avec les honneurs militaires au coucher du soleil.

Le HMNZS Leander transporte ensuite les survivants jusqu'à l'atoll d'Addu, où il débarque le jour suivant. Le même 28 février, l'équipage italien, accompagné d'une escorte de 19 hommes du HMNZS Leander commandée par un officier (le capitaine de frégate B. E. W. Logan), embarque sur le pétrolier Pearleaf et transféré dans les camps de prisonniers de Colombo (Ceylan), où ils arrivent le 2 mars et où ils resteront pendant quatre ans.

## Sources
- (it) Cet article est partiellement ou en totalité issu de l’article de Wikipédia en italien intitulé « Ramb I » (voir la liste des auteurs).